# Sophie (Schiff, 1882)
Die Sophie war eine Glattdeckskorvette der Carola-Klasse, die Anfang der 1880er Jahre für die Kaiserliche Marine gebaut wurde. Sie lief am 10. November 1881 bei der Kaiserlichen Werft in Danzig vom Stapel und war das letzte Schiff der Klasse, zu der drei weitere Schiffe gehörten. Wie ihre Schwesterschiffe Carola, Olga und Marie war sie nach der Gemahlin des Herrschers eines deutschen Bundesstaats benannt. Namenspatin der Sophie war Prinzessin Sophie (8. Februar 1824–23. März 1897), Tochter des Königs Wilhelm II. der Niederlande. Sie war seit 1842 vermählt mit Carl Alexander, seit 1853 Großherzog von Sachsen-Weimar-Eisenach.
Die Schiffe der Carola-Klasse wurden in den späten 1870er Jahren zur Erweiterung der deutschen Auslandskreuzerflotte in Auftrag gegeben, die zu dieser Zeit stark veraltet war. Ihre Hauptaufgaben waren der Stationsdienst zur Absicherung deutscher Interessen in ausländischen Gewässern ohne deutsche Stützpunkte sowie im deutschen Kolonialreich. Entsprechend sollten die Schiffe als Flottenaufklärer und auf ausgedehnten Einsatzfahrten in überseeischen Interessensgebieten des deutschen Kaiserreichs Dienst tun. Als Hauptbewaffnung verfügte das Schiff über eine Batterie von zehn 15-cm-Ringkanonen und dazu über ein vollständiges Segelrigg, um die ebenfalls vorhandene Dampfmaschine auf langen Einsatzfahrten in Übersee zu ergänzen.

## Überblick
1884 wurde sie zur Erkundung der Lage der deutschen Handelsfaktoreien in Westafrika eingesetzt. Die vor Ort getroffenen Maßnahmen waren erste Schritte zur Errichtung des Schutzgebietes Togo. Im Oktober 1886 verließ sie die Heimat mit dem Schulgeschwader. Als Verstärkung während der Reise nach Ostafrika gesandt, wurde sie dort am 14. Dezember 1886 dem Kreuzergeschwader unterstellt und erledigte Aufträge in Australien, der Südsee und Ostasien. Im August 1891 setzte sie mit dem Kreuzergeschwader ein Landungskorps in Valparaíso (Chile) zum Schutz der dort ansässigen Deutschen an Land. Um das Kap Hoorn lief die Sophie nochmals nach Sansibar, von wo sie am 18. Juni 1892 die Heimreise antrat und nach 69 Monaten wieder Deutschland erreichte. Nach über fünf Jahren Dienst im Kreuzergeschwader wurde das Schiff 1898/99 nochmals zu einer längeren Reise als Schiffsjungenschulschiff eingesetzt.
Erst 1908 erfolgte die Streichung des Schulschiffes Sophie. Der Rumpf wurde als Wohnschiff bis 1920 verwendet und erst 1921 abgewrackt.

## Geschichte
Die Glattdeckskorvetten der Carola-Klasse ähnelten den zuvor beschafften, größeren Fregatten der Bismarck-Klasse. Sie verdrängten bei voller Ausrüstung 2424 t, waren 76,4 m lang und 12,5 m breit. Die Sophie verfügte über eine Dreizylinder-Verbunddampfmaschine mit zweifacher Dampfdehnung und einer Leistung von 2367 PS und hatte daneben, wie die Schwesterschiffe, eine vollwertige Dreimastbark-Beseglung von 1230 m².
Der Auftrag für den Neubau „F“' war 1879 an die Kaiserliche Werft Danzig ergangen, die im Januar 1880 mit dem Bau begann. Die 1882 fertiggestellte Sophie war dann vom 10. August bis zum 18. Dezember zum ersten Mal im Dienst. Sie führte Seeversuche durch und verlegte vom Bauort Danzig nach Kiel und dann nach Wilhelmshaven, wo sie zunächst außer Dienst gestellt wurde.
Am 2. Oktober 1883 wurde die Sophie erstmals für den aktiven Dienst herangezogen. Eine geplante Reise über den Nordatlantik fiel aber aus, weil sie eine Reise des preußischen Kronprinzen Friedrich Wilhelm nach Spanien begleiten sollte. In Genua versammelten sich die Begleitschiffe und die als Flaggschiff für diese Reise bestimmte Kreuzerkorvette Prinz Adalbert nahm den Kronprinzen an Bord. Daneben gehörte noch der Aviso Loreley zum Verband für die Reise nach Valencia. Die Fahrt bei schlechtem Wetter führte zu Seeschäden auf den Schiffen und die Sophie musste die Loreley zeitweise in Schlepp nehmen. Nach der Rückreise des Kronprinzen nach Genua sollte die Sophie nach Ostasien gehen. Dies wurde allerdings auch widerrufen und die Korvette nach Westafrika beordert, um die Lage der deutschen Unternehmungen dort zu beurteilen, die über feindliches Verhalten der Eingeborenen klagten. Ein aktives Eingreifen war jedoch ausdrücklich untersagt.

### Einsatz vor Westafrika

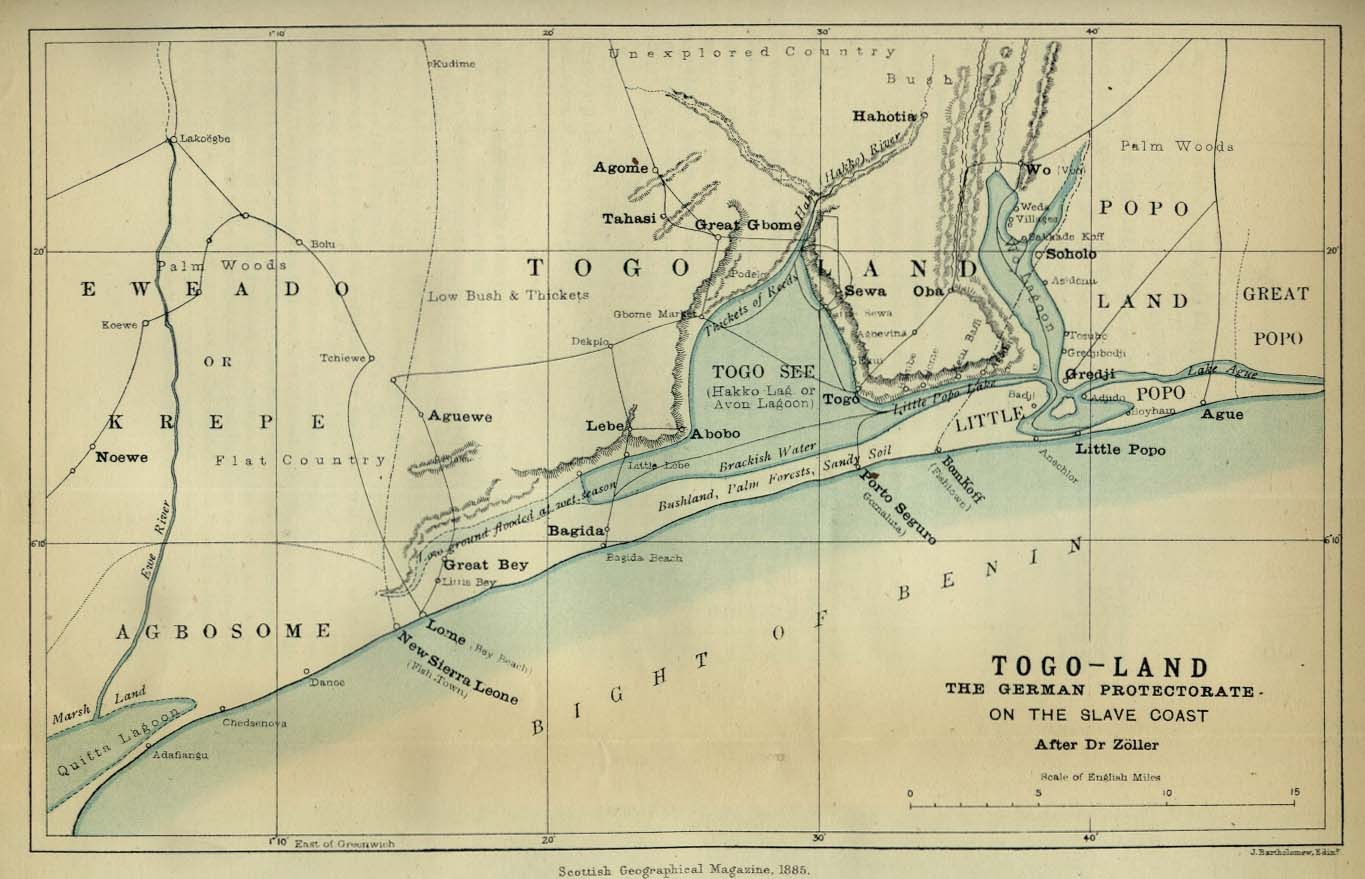
Togoland 1885

Die Sophie verließ zum Jahreswechsel das Mittelmeer und traf Ende Januar 1884 im Gebiet des heutigen Togo ein. Zuerst besichtigte der Kommandant mit drei Offizieren die Ruinen der brandenburgischen Befestigung Groß Friedrichsburg aus dem Jahr 1693. Man fertigte Skizzen der vorhandenen Gebäudereste und fand noch sechs Geschützrohre. Eines wurde an Bord genommen und später im Zeughaus in Berlin ausgestellt. Danach verhandelte der Kommandant mit örtlichen Häuptlingen, um die Arbeit dortiger deutscher Faktoreien zu verbessern. Da nicht alle Häuptlinge an den Verhandlungen teilnahmen und einige sich sofort wieder feindlich gegenüber den Deutschen verhielten, setzte die Sophie eine Landungsabteilung an Land und überfiel ein Dorf, in dem sich fünfzehn Häuptlinge berieten. Drei von ihnen behielt man an Bord, die anderen wurden wieder freigelassen, nachdem sie feierlich Wohlverhalten gegenüber den Deutschen versprochen hatten. Die drei Häuptlinge nahm man mit nach Deutschland, denen man Berlin, Hamburg und Kiel zeigte und die dann nach einem Monat auf der Möwe wieder nach Togo zurückkehrten. Auf einer Korvette erschien der britische Gouverneur der Goldküste und bezweifelte die Rechtmäßigkeit des deutschen Vorgehens. Der Kommandant der Sophie, Korvettenkapitän Wilhelm Stubenrauch, verweigerte eine Diskussion und die Briten zogen sich wieder zurück. Von der Insel São Vicente gab der Kommandant einen Bericht über sein Vorgehen in die Heimat. Er wurde gelobt und erhielt den Rückreisebefehl. Am 30. März 1884 traf die Sophie wieder in Wilhelmshaven ein und wurde sofort einer Grundreparatur unterzogen.

### Einsatz als Schulschiff
Im Mai 1884 war die Sophie wieder einsatzbereit und kam als Schulschiff für die neu eingeführten Vierjährig-Freiwilligen in Dienst. Nach ersten Fahrten in der mittleren Ostsee nahm die Sophie auch an den Manövern der Übungsflotte teil. Beim Rückmarsch der Flotte am 3. September 1884 versuchte der NDL-Dampfer Hohenstaufen auf der Ausreise nach Baltimore die Kiellinie vor der Sophie zu durchbrechen. Das Manöver misslang und es kam zu einer Kollision, bei der die Sophie erheblich beschädigt wurde. Das Oberseeamt erkannte den Kapitän der Hohenstaufen für schuldig. Berufung und Einspruch gingen zu Gunsten des NDL aus. Die Revision der Marine beim Reichsgericht hatte dann Erfolg. Der Kapitän der Hohenstaufen hätte sich den Flotteneinheiten nicht so sehr nähern und keinesfalls durch die Linie der Kriegsschiffe brechen dürfen.
Im April 1885 konnte die reparierte Sophie ihren Dienst wieder aufnehmen. Nach Ausbildungsfahrten in der westlichen Ostsee und zu skandinavischen Häfen nahm sie mit den anderen Schulschiffen an den Herbstmanövern teil, wobei sie nahe Kiel ohne größere Schäden auf Grund lief. Mitte Oktober startete sie mit dem Schulgeschwader zur Winterreise nach Westindien, zusammen mit dem Flaggschiff Stein, der Kreuzerfregatte Moltke und der Kreuzerkorvette Ariadne. Ende März 1886 kehrte der Verband nach Wilhelmshaven zurück und die Sophie verlegte zur Kaiserlichen Werft in Kiel zur Überholung. Anschließend nahm sie ihren Dienst als Ausbildungsschiff für Vierjährig-Freiwillige wieder auf, mit den gleichen Abläufen wie im Vorjahr. Auf der Ausreise nach Westindien mit der Stein, der Moltke und der Kreuzerfregatte Prinz Adalbert erreichte die Sophie in Lissabon der Befehl, sich vor Ostafrika dem Kreuzergeschwader anzuschließen. Für den Auslandseinsatz tauschte die Korvette ihre in der Ausbildung befindlichen Freiwilligen gegen erfahrenes Personal der anderen Schiffe.

### Dienst im Kreuzergeschwader
Am 6. November 1886 verließ die Sophie in Lissabon das Schulgeschwader und lief nach Sansibar, wo sie mit den Kanonenbooten Möwe und Hyäne zusammentraf. Am 14. Dezember traf das Kreuzergeschwader unter Konteradmiral Knorr mit dem Flaggschiff Bismarck und den Kreuzerkorvetten Olga und Carola dort ein. Der Befehlshaber sollte sicherstellen, dass der Mörder des deutschen Afrikaforschers Karl Ludwig Jühlke von den lokalen Behörden in Kismaju vor ein ordentliches Gericht in Sansibar gestellt würde. Er sollte Schwierigkeiten mit dem Sultan von Sansibar ausräumen und mit seinen Schiffen in den Küstenorten Flagge zeigen, die nach dem Londoner Vertrag vom 29. Oktober 1886 zum deutschen Kolonialbereich gehören sollten. Dazu begannen die Schiffe des Geschwaders mit der Vermessung der Küste der deutschen Einflusssphäre. Wegen der ungünstigen Klimabedingungen und Reparaturbedarf lief das Geschwader Mitte März dann Kapstadt an. Dort wechselte Mitte April das Kommando über das Geschwader von Knorr zu Kapitän zur See Karl Eduard Heusner und die Sophie wurde nach Australien entlassen. Zur Teilnahme an einer Flottenparade anlässlich des 40-jährigen Thronjubiläums der britischen Königin Victoria folgten Bismarck, Olga und Carola am 7. Mai der Sophie nach Sydney. Im August lief das Geschwader weiter zu den Samoainseln und traf am 19. August vor Apia ein. Dort waren gegen die Europäer gerichtete Unruhen ausgebrochen. Die Schiffe bildeten eine Landungskorps, das den Widerstand der Eingeborenen brach und die Aufrührer gefangen nahm. Die Sophie lief dann mit der Bismarck und der Carola nach Neuguinea, um über die gegenwärtige Lage des Schutzgebietes Kaiser-Wilhelms-Land zu berichten. Nachdem auch die Olga zum Geschwader aufgeschlossen hatte, lief es weiter nach Ostasien und traf am 6. Januar 1888 in Hongkong ein, wo es mit den Stations-Kanonenbooten Wolf und Iltis zusammentraf. Die Sophie unterzog sich in Hongkong einer Grundreparatur und am 16. März starb dort der Kommandant, Korvettenkapitän Victor Cochius, an Typhus, für den der I. Offizier, Korvettenkapitän Kohlhauer, das Kommando über die Kreuzerkorvette übernahm. Während das bisherige Flaggschiff Bismarck dann nach Japan zur Reparatur und zur anschließenden Rückreise in die Heimat verlegte, setzte der Geschwaderchef seinen Wimpel auf der Sophie und fuhr mit ihr und ihren Schwesterschiffen Carola und Olga durch das Stationsgebiet. Im Juni wurde die Sophie in Singapur überholt und das Geschwader verlegte dann erneut nach Ostafrika, da dort inzwischen der sogenannte Araberaufstand begonnen hatte.
Am 16. Juli trafen die drei Kreuzerkorvetten in Sansibar auf das Stationsboot Möwe. Da der Geschwaderbefehlshaber Heusner in die Heimat abberufen wurde, brachte die Sophie ihn nach Aden, musste allerdings dort vom 28. Juli bis zum 19. August 1888 auf den neuen Kommandeur, Konteradmiral August Deinhard, warten. Deinhard wechselte vor Ostafrika auf die vor ihm als neues Flaggschiff eingetroffene Kreuzerfregatte Leipzig. Die Sophie hatte auf der Rückreise von Aden nach Sansibar einen Maschinenschaden erlitten. Eigentlich hätte sie wie im Vorjahr vor dem Geschwader nach Australien und in die Südsee laufen sollen. Deinhard entsandte nun das Schwesterschiff Olga, deren Kommandant, Korvettenkapitän Eduard Hartog, auf die Sophie umstieg. Die Verlegung des Geschwaders wurde wegen der kritischen Lage der Deutschen in Ostafrika abgesagt. In den folgenden Monaten war die Sophie an verschiedenen Beschießungen und an etlichen Landoperationen beteiligt. Ihr I. Offizier, Kapitänleutnant Landfermann, starb auf einem dieser Landeinsätze an einem Sonnenstich. Auch der Kommandant erkrankte schwer und wurde ab Ende Februar 1889 vom I. Offizier der Leipzig, Korvettenkapitän Draeger, vertreten.
Da inzwischen die Kanonenboote Adler und Eber vor Apia in einem Wirbelsturm gesunken und das Schwesterschiff Olga schwer beschädigt worden war, wurde die Sophie endgültig in die Südsee kommandiert. Nach Eintreffen des neuen Kommandanten, Korvettenkapitän Herbing, verließ sie am 5. April 1889 das Geschwader. Wegen eines Schraubenschadens musste Port Louis auf Mauritius zur Reparatur angelaufen werden. Am 25. Juni 1889 traf sie in Apia ein, wo das Kanonenboot Wolf als Stationär lag. Nach der Einsetzung eines bislang verbannten Häuptlings als neuen König von Samoa und dessen Ehrung durch Salutschüsse der Sophie stabilisierte sich auch das Verhältnis zwischen den Deutschen und den Einheimischen. Nach Eintreffen der Kreuzerkorvette Alexandrine am 14. Dezember 1889 verlegte die Sophie zu einer notwendigen Reparatur nach Sydney, wo sie nach Überwinden eines schweren Zyklons am 2. Januar 1890 eintraf. Am 25. Januar begann sie eine Strafexpedition in den Bismarck-Archipel, um die Ermordung und Beraubung eines deutschen Händlers auf der Sir-C.-Hardy-Insel zu ahnden. Nach der vergeblichen Suche nach einem mit 26 Mann verschollenen Boot setzte die Korvette Anfang März ihre Reise nach Ostasien fort, erreichte am 22. März Hongkong und trat wieder zum Kreuzergeschwader, das neben ihr und den Kanonenbooten vor Ort nur aus dem zwei Tage vor ihr eingetroffenen Flaggschiff Leipzig bestand.
Allerdings ging die Sophie zunächst für fast zwei Monate ins Dock. Ab dem 18. Mai kreuzten die Leipzig und die Sophie entlang der südchinesischen Küste bis nach Singapur. Von dort wurde die Reise ab dem 21. Juli nach Sydney fortgeführt. Dort trat die Kreuzerkorvette Alexandrine zum Verband, die sich schon eine Weile im Stationsgebiet befand. Am 18. Oktober liefen die deutschen Schiffe weiter nach Neuseeland und von dort bis zum 19. Dezember 1890 nach Samoa. Das Geschwader blieb über Weihnachten und den Jahreswechsel vor Apia, um dann im Januar 1891 über die Marshallinseln nach Hongkong zurückzukehren. Die Sophie kam dort vom 14. Februar bis zum 4. März 1891 ins Dock zur Überholung. Auf der folgenden Reise zu chinesischen und japanischen Häfen erreichte das Geschwader in Nanking der Befehl, nach Chile auf die andere Seite des Pazifiks zu wechseln, der als Anschlussauftrag verstanden wurde.
Die dringliche Wiederholung des Befehls beim Erreichen Japans, in Chile während einer Revolution die deutschen Interessen zu schützen, veranlassten Konteradmiral Victor Valois, seit Mai 1890 Geschwaderchef, am 4. Mai 1891 mit der Leipzig, der Alexandrine und der Sophie aus Yokohama die Fahrt über den Stillen Ozean anzutreten, ohne die Kohlevorräte aufzufüllen. Die Kreuzerfregatten und -korvetten der kaiserlichen Marine waren so ausgelegt, derartige Verlegungen unter Segeln durchzuführen, denn die Kohlevorräte der Schiffe waren für einen derartig langen Weg unter Dampf nicht ausreichend. Die erhofften günstigen Winde waren allerdings nicht ausreichend vorhanden. Das als Kohlenfresser berüchtigte Flaggschiff Leipzig hatte seine Vorräte mitten im Ozean verbraucht und musste auf dem Weg nach San Francisco von der Sophie und der Alexandrine 97 Stunden über 1217 Seemeilen geschleppt werden. Über Häfen an der Westküste Amerikas erreichte der Verband am 6. Juli 1891 Valparaiso, wo das Geschwader am 9. einlief.
Wegen der Ruhe in der chilenischen Hauptstadt besuchte das deutsche Geschwader auch noch die nordchilenischen Häfen Iquique und Coquimbo und kehrte am 20. August nach Valparaíso zurück, wo sich die Lage für die Regierung Balmaceda erheblich zugespitzt hatte. Die drohende Eroberung der Stadt durch die Aufständischen veranlasste den deutschen Geschwaderkommandeur, am 28. August 300 Mann zu landen, die zusammen mit britischen Marinesoldaten der Korvette Champion die besonders stark von Briten und Deutschen bewohnten Stadtteile schützen sollten. Beim Einmarsch der Aufständischen in die Hafenstadt beschossen und stürmten diese das in der Nähe der Leipzig liegende chilenische Torpedokanonenboot Almirante Lynch, das als eine der wenigen regierungstreuen Marineeinheiten am 22. April 1891 das Flaggschiff der Rebellen, die Panzerfregatte Blanco Encalada, versenkt hatte. Drei Mann der Almirante Lynch starben bei der Erstürmung des Schiffes. Der Kommandant, Juan Fuentes, dem die erste Versenkung eines Kriegsschiff durch einen Torpedo mit Eigenantrieb gelang, floh mit dem größten Teil der Besatzung auf die Leipzig. Insgesamt brachten sich 82 regierungstreue Chilenen auf den deutschen Schiffen in Sicherheit. Die Deutschen handelten mit den Aufständischen den freien Abzug der chilenischen Unteroffiziere und Mannschaften von den Schiffen des Geschwaders aus. Die Offiziere, darunter der letzte Befehlshaber der regierungstreuen chilenischen Marineteile, Vizeadmiral Oscar Viel y Toro, kamen auf die Sophie, die sie nach Mollendo (Peru) ins Exil brachte. Der rasche Sieg der Aufständischen und die schnelle Stabilisierung der Lage führten schon Anfang September zum Rückzug der gelandeten Männer auf die deutschen Schiffe, die zum Teil allein noch andere chilenische Häfen besuchten. Mitte Dezember wurde aus Berlin die Weiterfahrt des Geschwaders befohlen, das am Neujahrstag 1891/92 die Magellanstraße passierte und am 6. Januar 1892 Montevideo erreichte. Nach dem Besuch einiger südbrasilianischer Häfen mit starker deutschstämmiger Bevölkerung erreichte der Verband am 21. Februar Kapstadt, wo notwendige Reparaturen stattfanden und Konteradmiral Friedrich von Pawelsz den bisherigen Geschwaderchef ablöste. Auf dem Weitermarsch nach Deutsch-Ostafrika wurde am 22. März die Delagoa-Bucht angelaufen, von wo Pawelsz mit einigen Offizieren den Präsidenten Kruger der Burenrepublik Transvaal besuchten. Vor Ostafrika traten dann noch die dort stationierten Schwalbe und Möwe zeitweise zum Geschwader. Da die Lage in der Kolonie ruhig war, verlegten die Leipzig und die Alexandrine schon am 5. Mai weiter nach Ostasien und nur die Sophie blieb mit den Stationären zurück. Am 18. Juni trat die Kreuzerkorvette dann von Sansibar die Heimreise an und erreichte am 24. Juli Wilhelmshaven. Am 6. August verlegte das Schiff nach Danzig, wo es am 13. August 1892 außer Dienst gestellt wurde.

### Nach 1892 und Verbleib
Die Sophie wurde 1895 von Danzig nach Wilhelmshaven verlegt und zu einem Schulschiff umgebaut. Am 1. April 1898 wurde sie als Schiffsjungenschulschiff nochmals in Dienst gestellt. Nach kurzen Kreuzfahrten in der Ostsee lief sie im August 1898 nochmals zu einer großen Reise bis nach Montevideo aus. Von dieser Reise kehrte sie am 24. März 1899 nach Wilhelmshaven zurück. Am 7. April 1899 wurde sie zum letzten Mal außer Dienst gestellt, um durch die besser geeignete Gneisenau ersetzt zu werden.
Erst am 21. Mai 1908 wurde die Sophie aus der Liste der Kriegsschiffe gestrichen. Der Rumpf diente allerdings bis zum Kriegsende noch in Wilhelmshaven und Kiel als Wohnschiff. 1920 wurde er verkauft und 1921 abgewrackt.

## Kommandanten
| August – Dezember 1882        | KK Ernst von Reiche              | 1840–1912 | zuletzt Vizeadmiral |
| Oktober 1883 – September 1884 | KK Wilhelm Stubenrauch           | 1845–1935 | KzS                 |
| April 1885 – September 1886   | KK Gustav Schwarzlose            | 1848–1906 | KzS                 |
| September 1886 – März 1888    | KK Victor Cochius †              | 1848–1888 | KK                  |
| März – September 1888         | KK Eugen Kohlhauer (I.O.; i. V.) | 1848–1906 | KzS                 |
| September 1888 – März 1889    | KK/KzS Eduard Hartog             | 1847– ??  | KzS                 |
| März – April 1889             | KK Fritz Draeger (i. V.)         | 1850–1917 | KzS                 |
| April 1889 – Februar 1891     | KK Oskar Herbing                 | 1849–1912 | KzS                 |
| Februar 1891 – August 1892    | KK Hermann Kirchhoff             | 1851–1932 | Vizeadmiral         |
| Juli 1895                     | KK Louis Fischer                 | 1849– ??  | KzS                 |
| April 1898 – April 1899       | KK m. ORg. Karl Kretschmann      | 1854–1900 | KzS                 |